# Starling Burgess

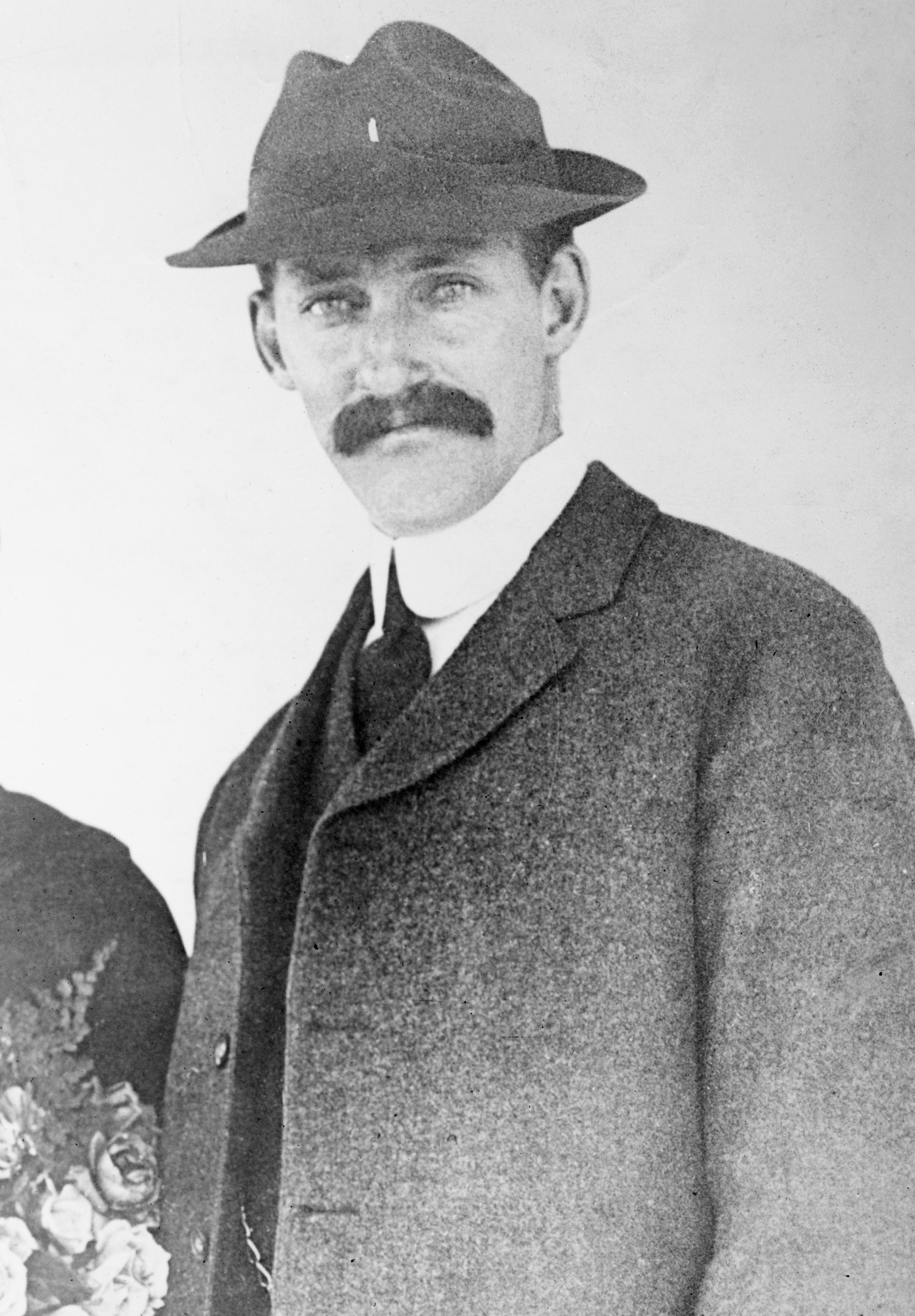
William Starling Burgess

William Starling Burgess (* 25. Dezember 1878 in Boston, Massachusetts; † 1947 in Hoboken, New Jersey) war ein US-amerikanischer Yachtkonstrukteur und Bootsbauer. Daneben wirkte er als Flugzeug- und Autokonstrukteur und als Dichter und Grafiker (Schrift: Times New Roman).

## Werdegang
Starling Burgess wurde als Mitglied einer prominenten und einstmals reichen Familie in Neu England geboren. Bereits sein Vater, Edward Burgess, entwarf in den 1880er Jahren die drei America’s Cup Verteidigeryachten „Puritan“, „Mayflower“ und „Volunteer“.
Starling Burgess besuchte nach der Schule das College Milton und entwickelte dort mit 18 Jahren ein Maschinengewehr, für das die US-Armee Interesse zeigte. Dann studierte er an der Universität in Harvard; das Studium brach er mit 22 Jahren ab. Dann versuchte sich als Dichter, seine Gedichte fanden in der Öffentlichkeit wenig Anklang (The Eternal Laughter and Other Poems).
Er wechselte zur Yachtkonstruktion und hatte Erfolg. Daraufhin ließ er sich 1904 als Yachtkonstrukteur und Bootsbauer in Marblehead, Massachusetts nieder, wo er zuerst kleinere Boote entwarf und baute.
1909 begann er, ähnlich wie sein deutscher Kollege Max Oertz, sich für die Luftfahrt zu interessieren. Er konstruierte und flog selbst das erste Flugzeug in Neuengland. Mit seinem Firmenpartner für den Flugzeugbau, Norman Prince machte er den Flugschein bei den Brüdern Wright. Aufgrund dieser Verbindung gelang es ihm mit seinem Partner für einige Jahre die Flugzeuge der Gebrüder Wright für die US-Armee und Marine in Lizenz zu bauen. Diese Aktivitäten weitete er aus und gründete 1911 mit zwei weiteren Partnern (Greely S. Curtis und Frank H. Russell) die Firma: Burgess Co. Ziel war der Bau von Land- und Wasserflugzeugen sowie „Fliegenden Booten“. So rüstete er im Oktober 1911 einen Doppeldecker mit Schwimmpontons aus und führte als erster Wasserstarts und -Landungen durch. 1913 erwarb er die Lizenzen für die Nurflügel-Doppeldecker von John William Dunne.
Die Aufmerksamkeit der Öffentlichkeit war ihm gewiss durch seine radikal andersartigen, aber erfolgreichen Konstruktionen. So galt Starling Burgess bereits zu seiner Zeit als visionärer Konstrukteur und herausragender Erfinder. Er steht neben den Gebrüdern Wright als einer der amerikanischen Luftfahrtpioniere.

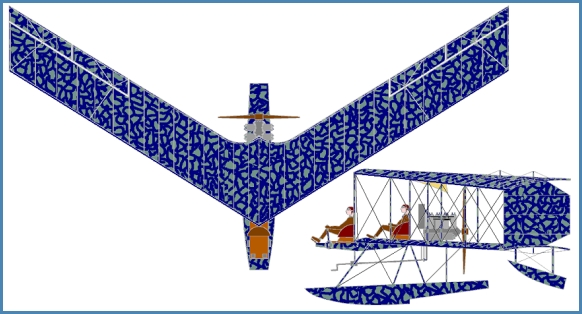
Burgess AH 7 1914

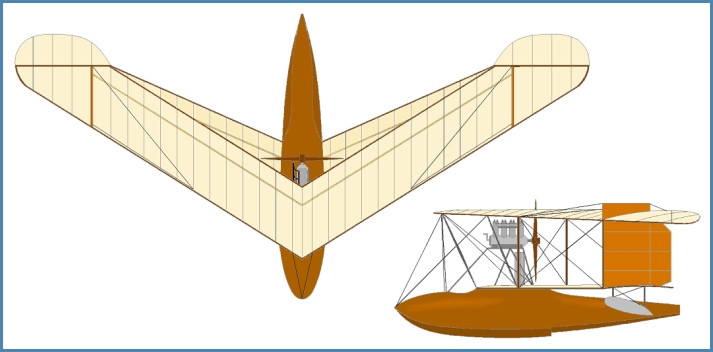
Burges BDF-Flugboot 1916

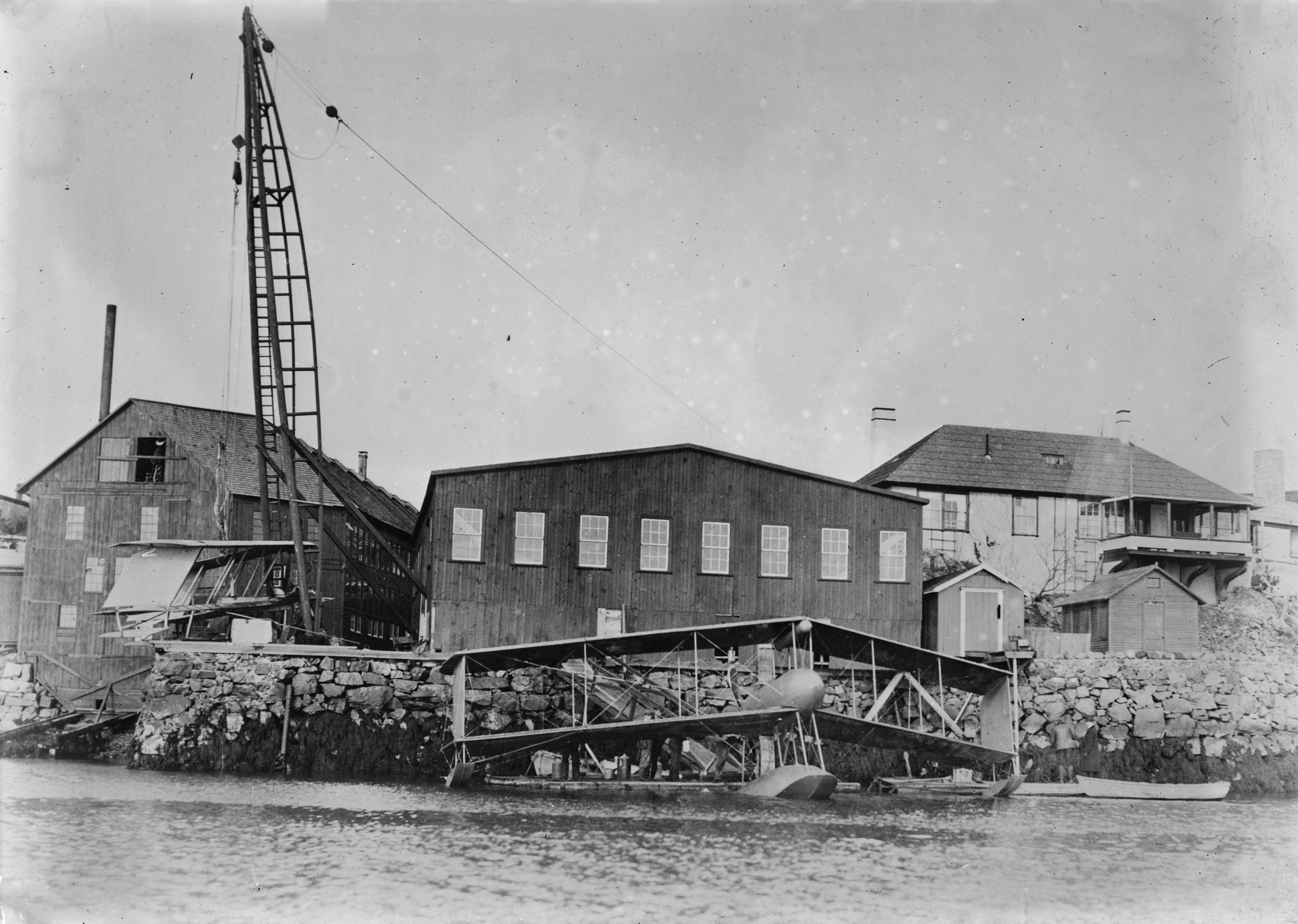
Burgess Modell BDH 1917

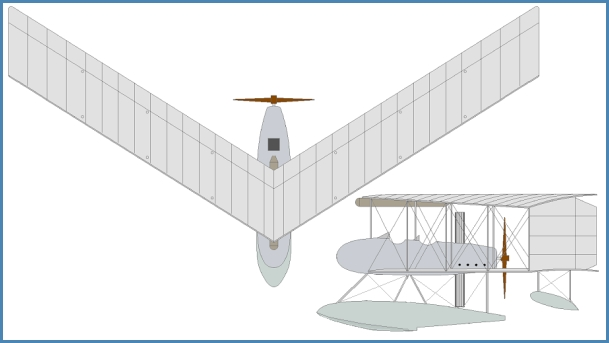
Burgess BDH 1917

Die industriellen Produktionstechniken übertrug Burgess auf die Flugzeugherstellung. Mehr als 800 Angestellte bauten verschiedene Modelle von Curtiss und Wright in Lizenz. Dazu kam noch der Versuch, die Dunne-Nurflügelmodelle für den zivilen Gebrauch zu vermarkten, da das Militär kein Interesse zeigte.
Die Burgess Company wurde am 10. Februar 1914 von der Curtiss Aeroplane and Motor Company erworben und
produzierte u. a. 460 Curtiss N-9 in Lizenz. Der Name Burgess Company wurde beibehalten, bis ihre Hauptproduktionsstätte am 8. November 1918 durch einen Brand vollständig zerstört wurde.
Burgess selbst wechselte in das Marineministerium und entwarf im Range eines Korvettenkapitäns einige Jahre Flugzeuge für die US-Marine und wurde vom damaligen stellvertretenden Verteidigungsminister Franklin D. Roosevelt öfters zu Beratungen hinzugezogen.
1920 wechselte er die Branche und konzentrierte sich wieder auf die Yachtkonstruktion. Seine Erfahrungen im aerodynamischen Bereich prädestinierten ihn für die Aufgabe für die Yachten des America’s Cup Rigg- und Segeltests zu leiten. Als innovativer Ingenieur testete er Modelle der Yachten als einer der ersten seiner Zeit im Schlepptank und das Rigg im Windkanal. Anhand der Messergebnisse wurden die mathematischen Konstruktionsformeln immer weiter präzisiert.
1922 gründete er mit zwei Partnern (Frank C. Paine, dem späteren Konstrukteur der America’s-Cup-Yacht „Yankee“, und A. Loring Swasey) die Firma Burgess, Swasey & Paine in Boston. Im Team der Yachtkonstrukteure befand sich auch L. Francis Herreshoff. Aufgrund seiner besonderen Stellung war Burgess auch einer der ersten Amerikaner, der sich mit der Konstruktion und dem Bau der 12mR-Yachten beschäftigte.
Mitte der 1920er Jahre lernte Henry Rasmussen, der Chef der Lemwerder Bootswerft Abeking & Rasmussen (A&R) den Konstrukteur Starling Burgess kennen. Sprachprobleme konnte Burgess durch gute Deutschkenntnisse, die er in Harvard erworben hatte, überbrücken. Bereits 1926 fertigte A&R zwei kleine Motorboote für Burgess an. Danach folgten engere geschäftliche Kontakte, die erfolgreich ausgebaut wurden. Burgess konstruierte die Yachten, die A&R dann für die US-Kunden baute.
Das Konstruktionsbüro Burgess, Swasey & Paine wurde 1926 aufgelöst und Burgess wechselte als Partner zur Firma Burgess & Morgan, Ltd., Yachtkonstruktion nach New York. Hier entstanden unter seiner Federführung 1930 die siegreiche America’s Cup Verteidigerin „Enterprise“, bei der er die revolutionäre Neuerung, den Aluminiummast, einführte. 1934 entwarf er die ebenfalls siegreiche US-Yacht „Rainbow“. 1937 konstruierte er zusammen mit Olin Stephens seine letzte Titelverteidigerin des America’s Cup: „Ranger“.
Aufgrund seiner aerodynamischen Kenntnisse und Erfahrungen konstruierte Burgess 1927 ein stromlinienförmiges Hochhaus und weiterhin im Jahr 1933 (zusammen mit Buckminster Fuller) das revolutionäre aerodynamische Dreiradauto Dymaxion, das er ausgiebig im Windkanal erprobte.
Ab 1935 war Burgess als freischaffender Yachtkonstrukteur für die Aluminium Company of America tätig. Er benutzte verstärkt Aluminium als Schiffsbaumaterial und konstruierte die Alumette, ein völlig (einschließlich Propeller) aus Aluminium hergestelltes Schiff. Weiterhin entwickelte er 1937 schnelle Zerstörer aus Aluminium für die US-Marine. Ab 1942 war Burgess als ziviler Konstrukteur bei der Luftfahrtabteilung der Marine angestellt. Hier war seine Aufgabe die Mitarbeit bei der U-Boot-Abwehr. 1946 kam Starling Burgess zum Stevens Institute of Technology, wo er sich mit Forschung auf dem Gebiet der Schadensbegrenzung beschäftigte.

## Berühmte Yachtkonstruktionen
- 1930 Enterprise, J-Klasse, America’s Cup
- 1934 Rainbow, J-Klasse, America’s Cup
- 1937 Ranger, J-Klasse, America’s Cup
- 1938 Nina, Stagsegel-Schoner, viele Transatlantik-Rekorde

## Ehrungen
- Nach den Gebrüdern Wright und Curtiss erhielt er 1913/1914 als dritter den Collier-Preis verliehen, die höchste Auszeichnung der US-Luftfahrt.
- Wegen seiner besonderen Verdienste als Konstrukteur um den America’s Cup wurde er 1994 in die America’s Cup Hall of Fame aufgenommen.

## Kompliziertes Privatleben
Starling Burgess hatte zahlreiche Affären, war fünfmal verheiratet, hatte fünf Kinder, Aufsehen erregende Scheidungen und zahllose Skandale. Der Unfalltod eines Sohnes und viele private Details, die oftmals mit seinen beruflichen Tätigkeiten verbunden waren, führten zu zahlreichen auch finanziellen Problemen. Mindestens einmal musste er aufgrund seiner geringen Geschäftskenntnisse Insolvenz anmelden. Ein Skandal um seine erste Scheidung erschütterte Boston um die Jahrhundertwende derart, dass Burgess sich sogar gezwungen sah, für einige Monate das Land zu verlassen. Die Bewältigung seiner Probleme war nicht immer einfach für Starling Burgess, so dass er mehrere Selbstmordversuche unternahm. Sein kompliziertes und zum Teil spektakuläres Privatleben verhinderte trotz seines Erfindererfolges ein Leben in Wohlstand und die ihm zustehende Anerkennung seiner Zeitgenossen. Gesundheitlich war er durch seinen Lebenswandel über Jahrzehnte angeschlagen. Er litt an einem lange nicht diagnostizierten Magengeschwür, das mitverantwortlich war für seinen zeitweise hohen Konsum an Morphin.